# درانسدورف
درانسدورف (به آلمانی: Drahnsdorf) یک شهر در آلمان است که در دامه-اشپریوالد واقع شده‌است. درانسدورف ۶۴۸ نفر جمعیت دارد.